# Історія Владимирської області
Історія Владимирської області — історія території Владимирської області Росіїйської федерації.
Владимирська область, раніше Владимирський край, Володимирська земля історично входить до літописного руського краю Залісся або Верхнього Надволжя.

## Стародавнина
Археологічні розкопки Мурома та інших поселень вказують на фінно-угорське коріння цієї землі. Територію області населяли мурома і меря (предки сучасних марійців). Південь області населяла мещера.

## Середньовіччя

### Слов'янська колонізація Владимирщини

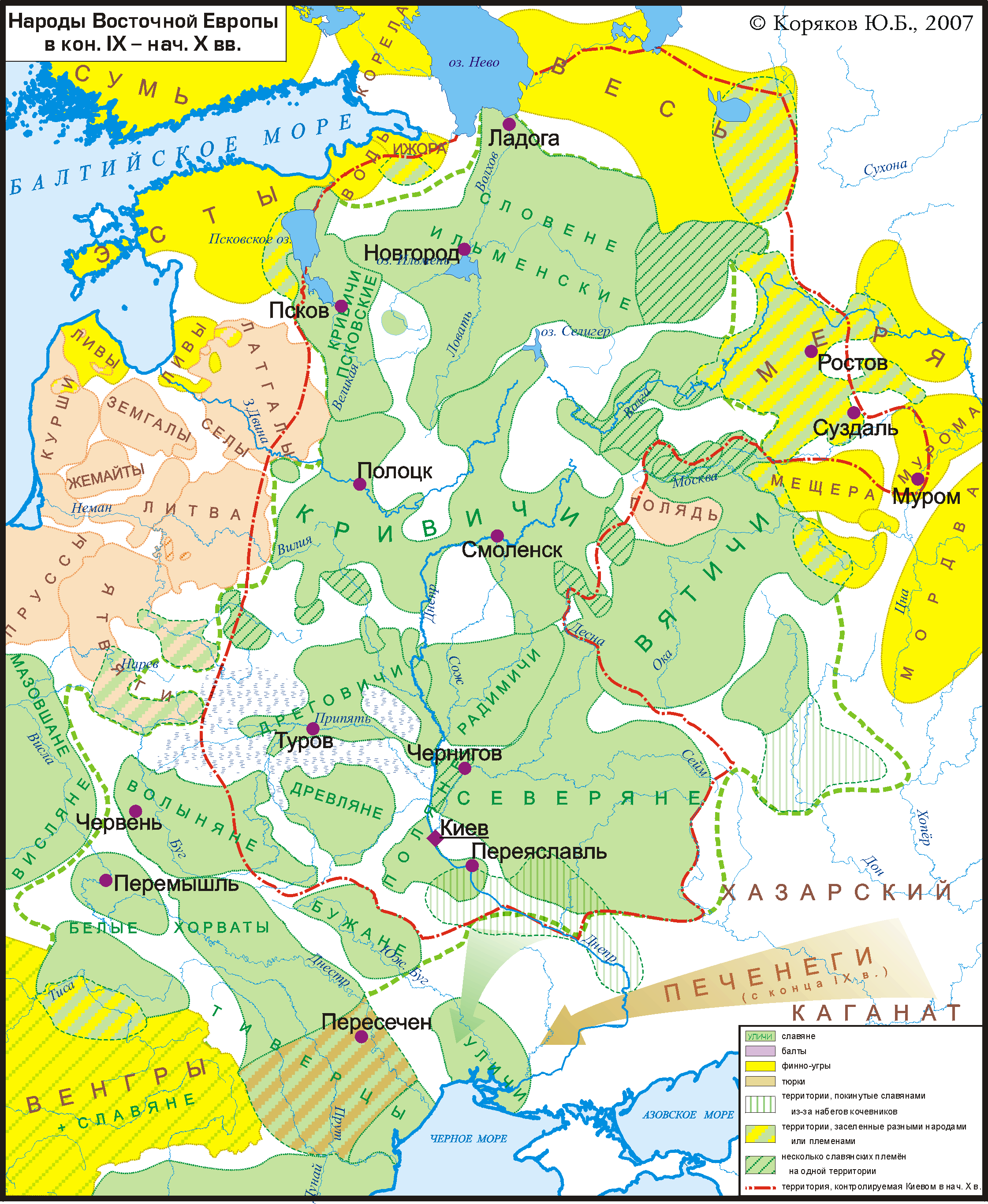
Автохтони Владимирського краю — меря, мурома й мещера

З IX сторіччя з північного заходу (з Гардарики) почалася міграція слов'янських племен, що супроводжується асиміляцією місцевого мерянського населення. Слов'яни рухалися з новгородської землі вздовж річок, використовуючи човни. Багато в чому ця міграція стала можливою Волзьким торговим шляхом, який освоїли варяги. Їхнє просування фіксується появою курганних поховань і кремацією трупів. Ці племена мігрували разом з жіночим населенням, про що свідчать браслетоподібні скроневі кільця (характерна риса кривичів). Міграція носила також мирний характер, оскільки навколо сіл не зводили зміцнень. На відміну від місцевих племен, слов'яни зробили землеробство основою свого господарства. Валентина Горюнова відзначала присутність в Гніздиловому під Суздалем кераміки першої половини X сторіччя, подібної до західнослов'янської кераміки типу Фельдберг і Менкендорф.

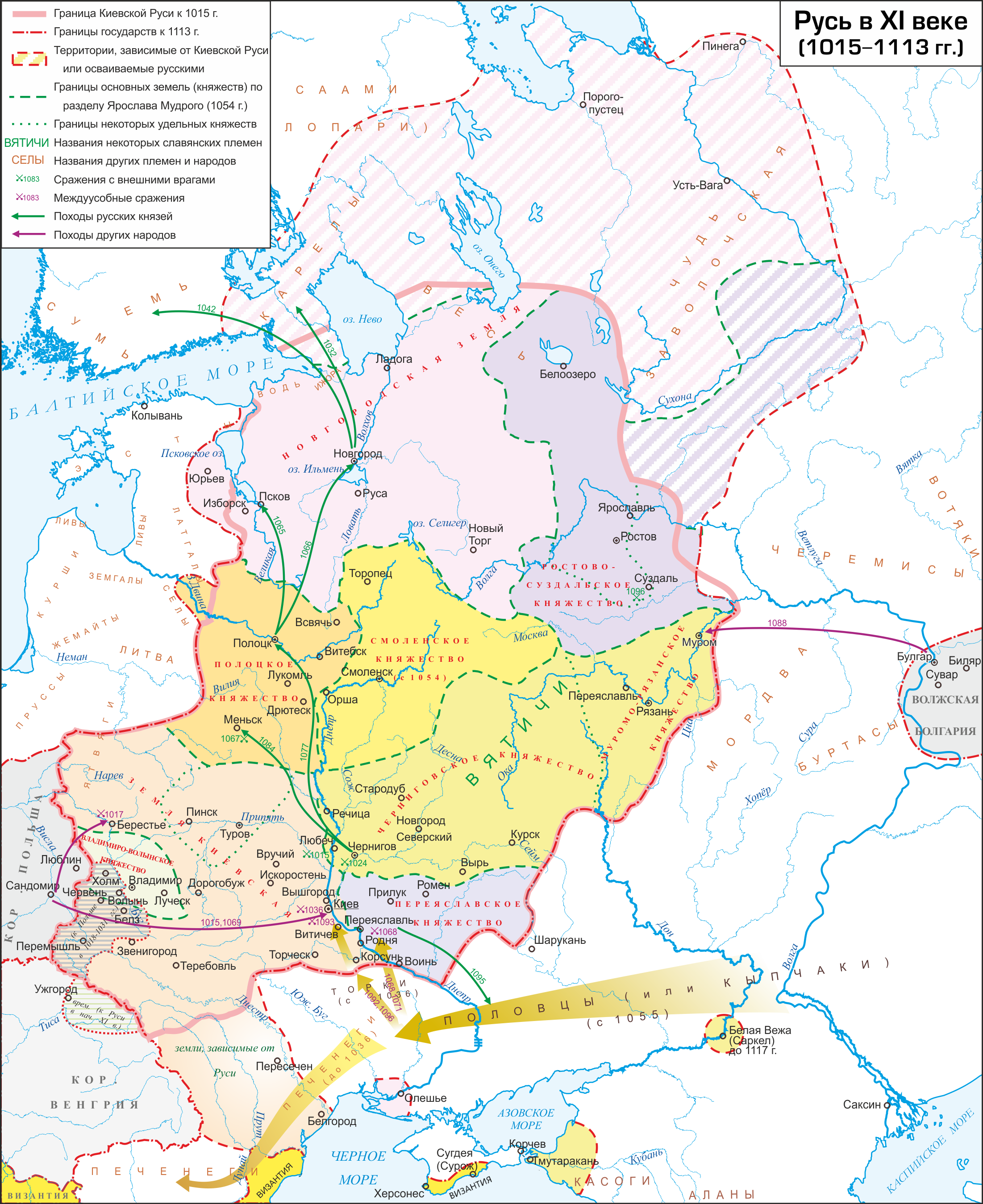
Ростовське князівство у 1015—1113 роках

### У складі Київської Русі
У селі Кібол під Суздалем найдавніший культурний шар з ліпною керамікою відноситься до кінця X сторіччя. У Тарбаєво виявлено срібреник типу I Володимира Святославича, який несе на лицьовій стороні погрудне зображення князя з тризубом над лівим плечем.
За київського князя Володимира земля сучасної Владимирської області увійшла до складу Русі. В 988 році на князювання в Муромі посаджено Гліба-Давида Володимировича .
Найважливішим християнським центром стає Суздаль, проте прийняття нової віри наражалося на опір жрецької верхівки місцевих мешканців, що призвело до антихристиянського повстання 1024 року .
В 1108 році Володимир Мономах будує місто Владимир]-на-Клязьмі. В 1127 році чернігівський князь Ярослав Святославич засновує у Муромі окреме державне утворення — Рязанське князівство.

### Велике князівство Владимирське

Владимиро-Суздальське князівство в XIII сторіччі

Владимиро-Суздальське князівство (1157—1362) було утворено через перенесення великим князем Андрієм Боголюбським столиці Суздальського князівства до Владимира-на-Клязьмі. У місті зводиться один з шедеврів давньоруської архітектури Успенський собор і храм Покрова на Нерлі. Виникають міста Юр'їв-Польський, Гороховець, Стародуб-на-Клязьмі, Мстиславль, князівські резиденції Кідекша й Боголюбово. В 1159 році володимирський князь Андрій забирає у новгородців Волок-Ламський, в 1169 році спільно зі Смоленським князівством і половцями захоплює Київ, але в 1170 зазнає поразки від новгородців. Його визнають Великим князем, проте він не осідає у Києві, але залишається у Владимирі, таким чином Владимирське князівство стає Великим князівством Владимирським. До складу Владимирської землі входили території сьогоденних Владимирської, Вологодської, Московської, Тверської та Ярославської областей. В 1177 році відбулася Липицька битва між владимирськими і ростовськими військами у річок Липиця та Гза, в якій перемогу здобув брат і наступник Андрія Боголюбського Всеволод Велике Гніздо. Під проводом великого владимирського князя Всеволода Велике князівство Владимирське воювало проти Волзької Булгарії, Ерзії, Рязанського князівства. Всеволод продовжив лінію свого брата зі створення культурних цінностей. При ньому було зведено Дмитрієвський собор.
У Сем'їнському городищі на лівому березі річки Колокша виявлено стиль-писало типу 4.
«Літописець Переяславля Суздальського» під 1214 роком згадує посуху, що привела до великого голоду у Великому князівстві Владимирському, де «багато зла сотворили».

### Монголо-татарське нашестя та ярмо
Сильного руйнування зазнала Владимирська земля від татаро-монгольської навали XIII сторіччя. У січні 1238 року на території Владимирської області відбулася битва рязанського воєводи Євпатія Коловрата з монголами. 23 лютого 1238 року після оборони Володимира місто було здобуто і спалено Батиєм. Археологами було виявлено місце масової загибелі містян від холодної зброї. В радіусі 80 метрів від нього виявлено сліди давньоруських садиб зі слідами пожежі. У тому 1238 році сталася битва на річці Сіть, коли загинув владимирський князь Юрій Всеволодович. Владимирський престол обійняв брат загиблого Ярослав Всеволодович. В 1243 році він відправився в Орду на поклін до монгольського хана і отримав від нього ярлик на князювання. Таким чином, Владимирське князівство стало протекторатом Золотої Орди. В 1257 татари зробили перепис населення і обклали населення краю даниною. Пте місцеве населення не змирилося з ярмом і 1262 року підняло антиординське повстання. За сина Ярослава, відомого Олександра Невського проординська політика продовжувалася, що сприяло зміцненню Великого Владимирського князівства, що тоді продовжувалося подрібнення. Від нього виділилися ряд надільних князівств, в тому числі Московське і Тверське князівства. В 1293 році на Владимир прийшла Дюденева рать.
В 1299 році резиденція митрополита Всієї Русі Константинопольської православної церкви була перенесена до Владимира-на-Клязьмі. В 1325 році перенесена катедра з Владимира до Москви й 1354 року затверджена константинопольським патріаршим Синодом.

### У Великому князівстві Московському

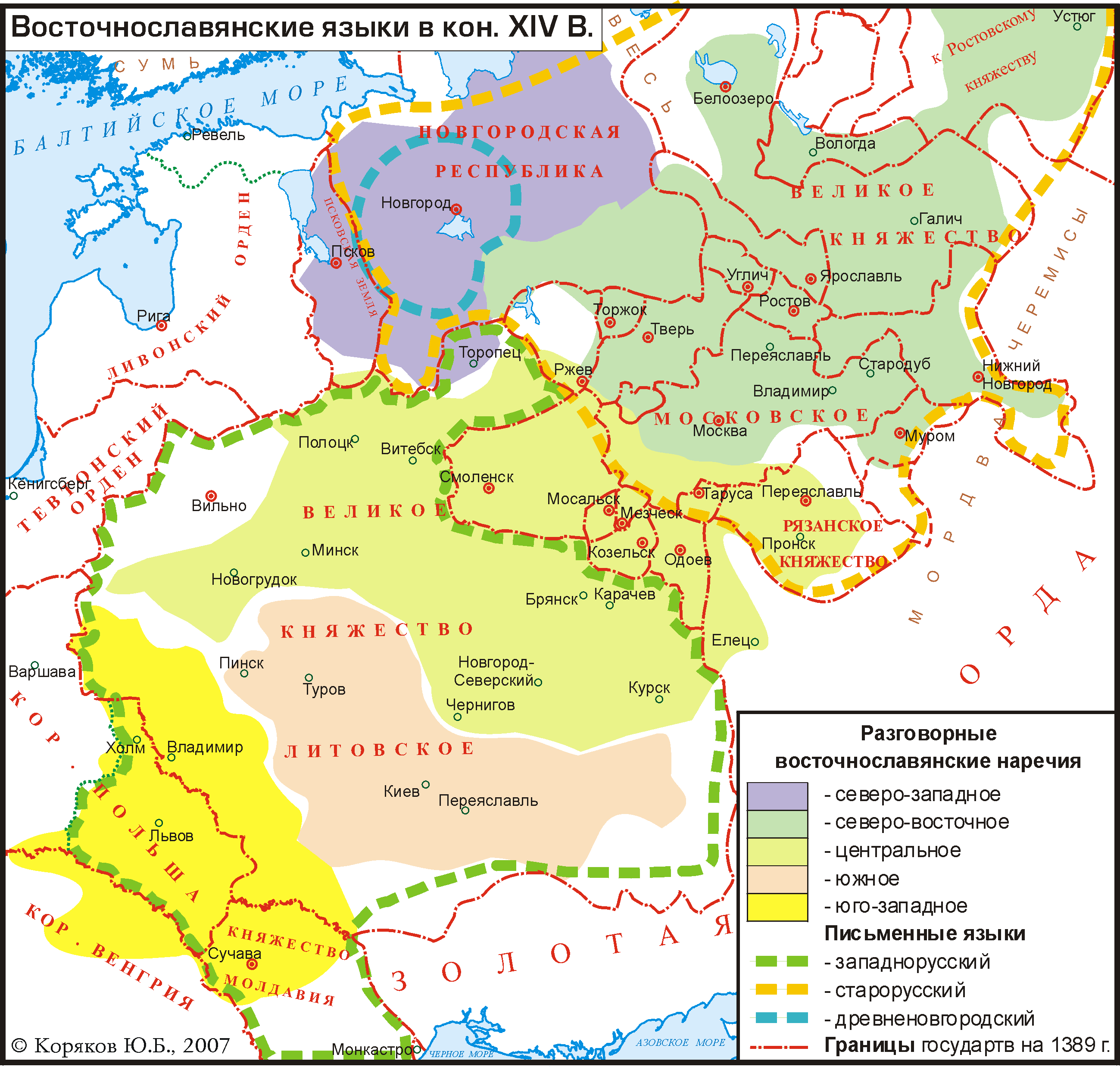
1389 рік — поглинення Великого князівства Владимирського Великим князівством Московським

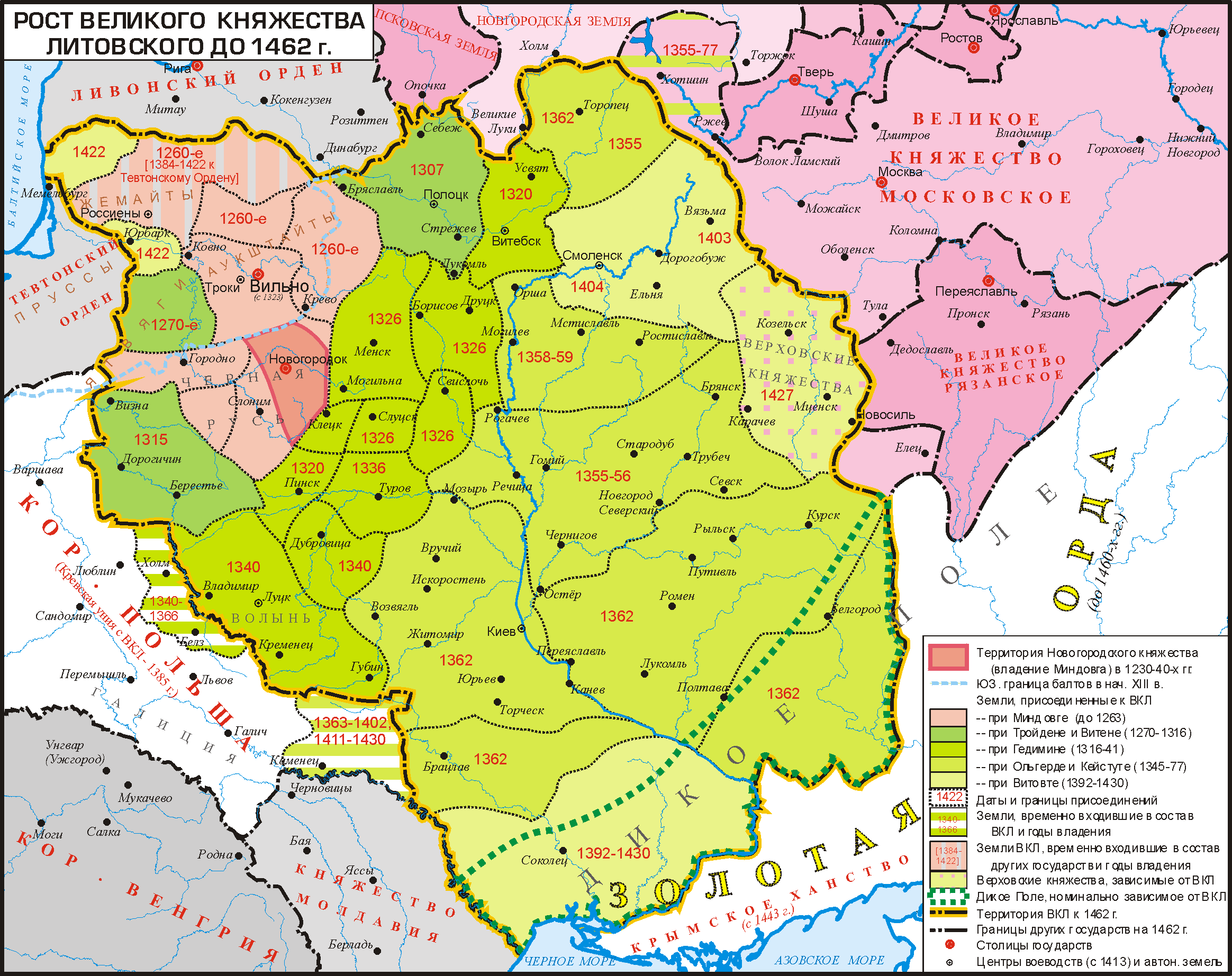
Владимирська земля — ядро Великого князівства Московського — 1462 рік

В 1362 році московський князь Дмитро Донський стає великим князем Владимирським. На невдоволення Орди він 1389 року заповідає великий княжий престол Владимирський своєму сину Василеві, що означило поглинання Московією Великого князівства Владимирського. Владимир ще до 1432 року залишався символічним державним центром, де Великі князі Московські вступали на престол і центром святинь. В 1380 владимирське військо брало участь у Куликовській битві на чолі московського князя Дмитра. В 1382 році Велике Владимирське князівство було спустошене військами Тохтамиша. У XIV сторіччі у Володимирі розташовувалася ставка-садиба ординського намісника (знайдена в районі вулиці Гагаріна, 2).
Татарське військо 1445 року під проводом золотоординського, кримського й казанського хана Улуг-Мухаммеда перемогли військо Великого князівства Московського у битві під Суздалем і спустошили Владимирську землю.

## Нововіччя

### У Московському царстві
3 грудня 1564 року московський цар Іван Грозний з Москви відправився на прощу. До 21 грудня царський кортеж прибув до Троїце-Сергієва монастиря, але після молитов і традиційної служби Іван IV відправився не в Москву, а в Олександрову слободу, яка до осені 1565 року в стала центром державного управління Московії. До 1581 року Олександрова слобода була головним політичним і культурним центром Московського царства, і центром опричнини. Тут цар і його родина перебували під час «морової Виразки» — чуми, що охопила Москву 1568 року. У 1569 році сюди з Москви була перевезена перша у царстві друкарня першодрукаря Івана Федорова. В Олександрівській слободі в 1571 році проходив царський огляд наречених. З усього Московського царства сюди приїхали 2 тисячі красунь, з яких Іван Грозний вибрав собі в дружини Марфу Собакіну.
У Смутну добу литовський діяч Олександр Лісовський підтримав Лжедмитра ІІ-го і зробив Суздаль в 1609—1610 роках своєю резиденцією. У грудні 1615 році вже на замовлення польського гетьмана Яна-Кароля Ходкевича Лісовський знову пройшов рейдом владимирські землі, зробив дугу навколо Москви.

### Російська імперська доба
У 1756 році у владимирському місті Гусь-Хрустальний було відкрито підприємство з виробництва кришталевих виробів. За Катерини II була створена Владимирська губернія, на чолі якої став Роман Воронцов. У 1858 році на Володимирщині відкрилася телеграфна станція з апаратом Морзе. У 1861 році Владимир був з'єднано з Москвою залізницею, що через рік була продовжена до Нижнього Новгорода. У 1896 році в робочому селищі Кольчугіно при мідному заводі була створена перша дослідна електростанція. У 1910 році відкривається телефонна станція. У 1916 році в Коврові розпочато будівництво заводу з виробництва кулеметів.

## Новітня історія

### Радянська доба
8 — 10 липня 1918 року сталося антибільшовицьке Муромське повстання, організоване «Союзом захисту Батьківщини і Свободи».
У 1929 році Владимирська земля увійшла до складу Іванівської промислової області, з 1936 року в Іванівську область.
У 1944 році 4 серпні 1944 року зі складу Іванівської області були виділені Костромська і Владимирська області.
У 1944 році почалося обласне радіомовлення.
У 1952 році у Владимирі з'явилися тролейбуси.
23 липня 1961 року в місті Александрові почалися масові заворушення — 1200 осіб вийшли на вулиці міста і рушили до міськвідділу міліції на виручку двом затриманим міліціонерами в нетверезому вигляді солдатам. Міліція застосувала зброю, в результаті чого 4 людини було вбито, 11 поранено, на лаві підсудних опинилося 20 осіб.
У 1989 році з'явилося обласне телебачення.

### Сучасна історія (після 1991 року)
Після розпаду СРСР у 1991 році на Володимирщині відбулося виникнення і активізація оршанізованих злочинних угруповань (ОЗУ), що складалися з «шісток», «смотрящих» і «сірих кардиналів». Так, Гусь-Хрустальний був поділений між п'ятьма бандами, що збирали данину з підприємців, погрожуючи розправами і підпалами. При цьому бандити мали своїх покровителів серед співробітників міліції і місцевих депутатів. У 1992 році у Владимирі була зареєстрована мусульманська громада, що складається з етнічних татар.
На початку XXI сторіччя у Владимирській області відбувався процес скорочення населення через низьку народжуваність.